# Tony Barton
Anthony Edward "Tony" Barton (Sutton, 8 april 1937 – 20 augustus 1993) was een Engels voetballer en trainer. Als speler was hij een rechtsbuiten. Barton won de Europacup I als trainer van Aston Villa in 1982.   

## Biografie
Barton speelde als buitenspeler voor drie clubs: Fulham (1954–1959), Nottingham Forest (1959–1961) en Portsmouth (1961–1967). 
In 1982 begon Barton onverwacht zijn carrière als hoofdcoach bij Aston Villa, waar hij aan de slag was als assistent van Ron Saunders. Saunders was het seizoen ervoor met de club Engels landskampioen geworden met Barton als assistent. Het seizoen 1981/82 verliep wat betreft de Engelse competitie minder voorspoedig voor The Villans. Saunders nam op 9 februari 1982 ontslag wegens tegenvallende resultaten en Barton nam zijn taken over. Barton schreef net als Saunders een succesverhaal. 
In Europa presteerde de club dat jaar naar eigen normen boven alle verwachtingen en bereikte de finale van de Europacup I. Aston Villa keek Bayern München in de ogen. Het team van Barton versloeg Bayern München met 1–0. Peter Withe, de centrumspits van Aston Villa, scoorde het doelpunt.
Barton won als trainer van Aston Villa ook de UEFA Super Cup 1982 tegen FC Barcelona, in 1982 de winnaar van de Europacup II. In mei 1984 werd hij ontslagen.
Barton was later nog hoofdcoach van Northampton Town (1984–1985) en interim-coach van zijn ex-club Portsmouth (1991).
De toen 56-jarige Barton overleed op 20 augustus 1993 aan de gevolgen van een hartaanval.

## Erelijst als trainer
Aston Villa
- Europacup I: 1982
- UEFA Super Cup: 1982